# Mr Gay Denmark
 Denne artikel bør gennemlæses af en person med fagkendskab for at sikre den faglige korrekthed.

Mr Gay Denmark er et koncept der handler om LGBT-miljøets mangfoldighed. Den danske Mr Gay skal derfor sætte sig ind i LGBT-rettigheder og have en sag han kæmper for. Konkurrencen er i sagens natur en konkurrence for personer, der identificerer sig som ikke-heteroseksuel mand, og ser sig selv som LGBT-person. Man skal være dansk statsborger eller have bopæl i Danmark, og skal være fyldt 18 år.
Mr Gay Denmark blev etableret i 2018.
Out & About skriver følgende om Mr Gay Denmark: "Nyt koncept: Men konceptet bag Mr Gay Denmark 2018 er nyt og retter fokus mod indre værdier og holdninger. For eksempel er det ikke længere en del af konceptet, at deltagerne skal optræde i badetøj. Det er også nyt, at transmænd inviteres til at deltage. Deltagerne er ikke blevet spurgt om deres seksualitet eller kønsidentitet, men mindst én åben transmand deltager i årets Mr Gay Denmark. Det er kun anden gang, det sker på verdensplan. Første gang var i Irland."

## Mr Gay Denmark 2018
Første Mr Gay Denmark Finale, fandt sted på G*A*Y Copenhagen 26. maj 2018

### Priser
- Vinder af Mr Gay Denmark: Niels Jansen[2]
- 1st Runner up: Bjorn Dotzauer
- 2nd Runner up: Anders Bendiksen
- Sociale medier: Anders Bendiksen
- Bedste interview: Bjorn Dotzauer
- Talentshow: Bjorn Dotzauer
- Mr. Congeniality: Niels Jansen
- LGBT-historie: Niels Jansen
- Internet afstemning LGBT-medie Out & About[3]: Niels Jansen

#### De 10 kandidater der gik videre ved Mr Gay Denmark 2018
- Anders Bendiksen
- Bjorn Dotzauer
- Daniel Esmann
- Daniel Mortensen Jensen
- Tobias Klamer Petersen
- Niels Jansen
- Bastian Weien Due - Trak sig
- Kent N. Mathiesen - Trak sig
- Niklas Rasmussen - Trak sig
- Oliver Lauridsen - Trak sig

### Til at overrække priser
- Danni Sigen MrGay.dk 2016 & 2nd Runner up Mr Gay Europe 2016
- Michael Sinan Amir Aslanes MrGay.dk 2012 & Mr. Congeniality Europe 2013
- Christian-Sebastian Lauritsen MrGay.dk 2013 - 2015.
- Dommer Nikolai Bonde Sociale medier
- Dommer Tommy Petersen Bedste interview
- Dommer Henrik Kristensen LGBT-historie
- Dommer Carsten Volden Internet afstemning LGBT-medie Out & About

### Artister
- Sander Sanchez optrådte med: Chain Reaction og Without U[4]
- UNICO Feat. Nanamarie optrådte med:

Ny version af Sanne Salomonsen - Uden Dig (Unico Version)

UNICO Feat. Nanamarie - Higher and Higher, som er deres egen single fra 2013, der lå på en 5 plads på ITunes top chat

Cover danceversion af ABBA - Lay all your love on me (Unico Version)
- Værter: Rasmus Bjørn Andersen Aka RAZ & Elisa Lykke Lokation: G*A*Y Copenhagen
- Sponsor: Blomster Jannii, Jailhouse Cph, Oscar Bar Café
- Producer af Mr Gay Denmark: Co Producer Danni Sigen & Producer & Dj Mikael Costa

## Ekstern henvisning
- Mr Gay Denmark's Facebook
- LGBT-mediet: Out & About Mr Gay